# Graberanec
Graberanec is een plaats in de gemeente Vrbovec in de Kroatische provincie Zagreb. De plaats telt 1 inwoners (2001).